# Nikola Đukić
Nikola Đukić (Beograd, 16. 5. 1975) bivši je srpski fudbaler koji je igrao na poziciji veznog igrača.

## Karijera
Svoju fudbalsku karijeru je započeo u beogradskom Partizanu (1983) i prošao je celu omladinsku školu. Seniorsku karijeru je nastavio u Radničkom JP, Bežaniji, Jedinstvo Paraćin. Nastupao je u Vijetnamu, Burmi, Tajlandu i Grčkoj.
Karijeru završio je u 28 godini usled povrede.